# Трактово-Курзан
Трактово-Курзан — деревня в Тулунском районе Иркутской области России. Входит в состав Будаговского муниципального образования.
Расположена на левом берегу Курзанки (приток реки Ия) в 24 км к западу от города Тулун и в 375 км к северо-западу от Иркутска.
Через деревню проходят важные пути сообщения: Транссиб (о. п. 4768 км) и автодорога «Сибирь» (Новосибирск — Красноярск — Иркутск). На автодороге «Сибирь» в районе деревни в октябре 2009 года сдан в эксплуатацию мост через реку Курзанка (заменивший последний деревянный мост на этой трассе), а в марте 2014 года — путепровод через Транссиб.

## Население
| 2002 | 2010 | 2011 | 2012 |
| ---- | ---- | ---- | ---- |
| 187  | ↗193 | ↘192 | →192 |